# Józef Dymarczyk
Józef Dymarczyk (ur. 21 sierpnia 1936 w Bobrku jako Ginter Dymarczyk) – polski piłkarz grający na pozycji obrońcy, trener.

## Kariera piłkarska
Józef Dymarczyk karierę piłkarską rozpoczął w Stali Bobrek, skąd w 1955 roku przeniósł się do Polonii Bytom, z którą w latach 1955–1967 odnosił największe sukcesy w swojej karierze: mistrzostwo (1962), trzykrotne wicemistrzostwo Polski (1958, 1959, 1961) oraz 3. miejsce w ekstraklasie w sezonie 1965/1966, finał Pucharu Polski 1963/1964, Puchar Karla Rappana 1964/1965, Puchar Ameryki 1965 oraz awans do ekstraklasy w sezonie 1956.
W sezonie 1967/1968 reprezentował barwy II-ligowej Victorii Jaworzno, jednak po zajęciu przez klub 14. miejsca oznaczającego spadek do III ligi przeniósł się do niemieckiego Unionu Solingen, w którym zakończył karierę piłkarską.

## Kariera reprezentacyjna
Józef Dymarczyk 7 maja 1958 roku na Stadionie Baildonu Katowice w Katowicach rozegrał swój jedyny mecz w reprezentacji Śląska, który zakończył się remisem 1:1 z reprezentacją Polski.
Ponadto 24 czerwca 1959 roku na Stadionie ŁKS-u Łódź w Łodzi rozegrał swój jedyny mecz w reprezentacji Polski B, który zakończył się remisem 1:1 z reprezentacją Izraela.
W latach 1956–1959 rozegrał 7 meczów w reprezentacji Polski U-23. Debiut zaliczył 21 lipca 1956 roku w Dessau w zremisowanym 1:1 meczu towarzyskim z reprezentacją NRD U-23, natomiast ostatni mecz rozegrał 20 maja 1959 roku na Stadionie Miejskim w Krakowie w przegranym 2:4 meczu towarzyskim z reprezentacją RFN U-23.

## Statystyki

### Reprezentacyjne
| Reprezentacja | Rok     | Mecze | Gole |
| ------------- | ------- | ----- | ---- |
| Śląsk         | 1958    | 1     | 0    |
| Łącznie       | Łącznie | 1     | 0    |
| Polska U-B    | 1959    | 1     | 0    |
| Łącznie       | Łącznie | 1     | 0    |
| Polska U-23   | 1956    | 1     | 0    |
| Polska U-23   | 1957    | 4     | 0    |
| Polska U-23   | 1958    | 1     | 0    |
| Polska U-23   | 1959    | 1     | 0    |
| Łącznie       | Łącznie | 7     | 0    |

### Mecze w reprezentacji
| Śląsk       | Śląsk      | Śląsk     | Śląsk         | Śląsk | Śląsk           | Śląsk    |
| Lp.         | Data       | Stadion   | Przeciwnik    | Wynik | Turniej         | Przypisy |
| ----------- | ---------- | --------- | ------------- | ----- | --------------- | -------- |
| 1.          | 07.05.1958 | Katowice  | Polska        | 1:4   | Mecz towarzyski | [ 3 ]    |
| Polska B    |            |           |               |       |                 |          |
| 1.          | 24.06.1959 | Łódź      | Izrael        | 1:1   | Mecz towarzyski | [ 4 ]    |
| Polska U-23 |            |           |               |       |                 |          |
| 1.          | 21.07.1956 | Dessau    | NRD U-23      | 1:1   | Mecz towarzyski | [ 5 ]    |
| 2.          | 23.06.1957 | Moskwa    | ZSRR U-23     | 4:2   | Mecz towarzyski | [ 7 ]    |
| 3.          | 22.07.1957 | Lublin    | Rumunia U-23  | 1:1   | Mecz towarzyski | [ 8 ]    |
| 4.          | 29.09.1957 | Gdańsk    | Bułgaria U-23 | 3:0   | Mecz towarzyski | [ 9 ]    |
| 5.          | 19.10.1957 | Łódź      | ZSRR U-23     | 0:3   | Mecz towarzyski | [ 10 ]   |
| 6.          | 14.09.1958 | Debreczyn | Węgry U-23    | 2:6   | Mecz towarzyski | [ 11 ]   |
| 7.          | 20.05.1959 | Kraków    | RFN U-23      | 2:4   | Mecz towarzyski | [ 6 ]    |

## Kariera trenerska
Józef Dymarczyk po zakończeniu kariery piłkarskiej rozpoczął karierę trenerską. Trenował Olimpię Piekary Śląskie oraz Czarnych Bytom.

## Sukcesy

### Zawodnicze
Polonia Bytom
- Mistrzostwo Polski: 1962
- Wicemistrzostwo Polski: 1958, 1959, 1961
- 3. miejsce w ekstraklasie: 1966
- Finał Pucharu Polski: 1964
- Awans do ekstraklasy: 1956
- Puchar Karla Rappana: 1965
- Puchar Ameryki: 1965